# Balli Mureec
Balli Mureec (ook: Bale Mughir, Mughir, Mureec) is een dorp in het District Oodweyne, regio Togdheer, in de niet-erkende staat Somaliland (en dus formeel nog steeds gelegen in Somalië).
Balli Mureec ligt op de Tuuyo-hoogvlakte (Bannaanka Tuuyo), ca. 25,5 km ten zuidwesten van de districtshoofdstad Oodweyne en is via zandpaden verbonden met dorpen in de buurt zoals Cabdi Faarah, Caraale Ismaciil, Haro Sheikh en Xaaxi.
Klimaat: Balli Mureec heeft een tropisch savanneklimaat met een gemiddelde jaartemperatuur van 23,7 °C. De warmste maand is september met een gemiddelde temperatuur van 26,1 °C; januari is het koelste, gemiddeld 20,1 °C. De jaarlijkse neerslag bedraagt 255 mm (ter vergelijking: in Nederland ca. 800 mm). Het grote droge seizoen is van november t/m maart. De rest van het jaar valt er meer regen met een grote piek in april-mei (regenseizoen: ca. 54 mm in beide maanden) en een lagere piek rond september (ca. 35 mm).